# Don't Drink the Water (film)
Pour plus de détails, voir Fiche technique et Distribution.
Don't Drink the Water  est un film américain réalisé par Howard Morris, sorti en 1969, basé sur une pièce de théâtre de Woody Allen.

## Synopsis
Après un détournement d'avion, un traiteur américain et sa famille se retrouvent accusés d'espionnage en Bulgarie et se réfugient à l'ambassade américaine, temporairement dirigée par le fils de l'ambassadeur.

## Fiche technique
- Titre : Don't Drink the Water
- Réalisation : Howard Morris
- Scénario : R. S. Allen (en) et Harvey Bullock (en) d'après une pièce de théâtre de Woody Allen
- Producteurs : Charles H. Joffe et Jack Rollins
- Producteur exécutif : Joseph E. Levine
- Photographie : Harvey Genkins
- Musique : Patrick Williams
- Distribution : AVCO Embassy Pictures
- Pays d'origine : États-Unis
- Genre : comédie
- Durée : 100 minutes
- Date de sortie : 1969

## Distribution
- Jackie Gleason : Walter Hollander
- Estelle Parsons : Marion Hollander
- Ted Bessell : Axel Magee
- Joan Delaney : Susan Hollander
- Michael Constantine : Krojack
- Howard St. John : Ambassadeur Magee
- Danny Meehan : Kilroy
- Richard Libertini : Père Drobney
- Avery Schreiber : The Sultan
- Mark Gordon : Mirik
- Phil Leeds	: Sam
- Pierre Olaf : Chef